# Célula artificial
Uma célula artificial, célula sintética ou célula mínima é uma partícula projetada que imita uma ou muitas funções de uma célula biológica. Frequentemente, as células artificiais são membranas biológicas ou poliméricas que envolvem materiais biologicamente ativos. Assim, lipossomas, polímeros, nanopartículas, microcápsulas e uma série de outras partículas podem ser qualificadas como células artificiais.

## Engenharia de baixo para cima de células artificiais vivas

Diagrama de vesículas lipídicas mostrando uma solução de biomoléculas (pontos verdes) presas no interior da vesícula

O patologista alemão Rudolf Virchow apresentou a ideia de que não só a vida surge das células, mas cada célula provém de outra célula; "Omnis cellula e cellula". Até agora, a maioria das tentativas de criar uma célula artificial envolveu módulos projetados que podem imitar certas funções de células vivas. Os avanços nas reações de transcrição e tradução livres de células permitem a expressão de muitos genes, bem como redes genéticas e metabólicas interdependentes, mas esses esforços ainda estão longe de produzir uma célula totalmente operacional.
Uma abordagem de baixo para cima para construir uma célula artificial envolveria a criação de uma protocélula de novo, inteiramente de materiais não vivos. Como o termo "célula" indica, um pré-requisito é a geração de algum tipo de compartimento que defina uma unidade celular individual. As membranas fosfolipídicas são uma escolha óbvia como limites compartimentais, pois atuam como barreiras seletivas em todas as células biológicas vivas. Os cientistas podem encapsular biomoléculas em vesículas fosfolipídicas do tamanho de células e, ao fazê-lo, observar que essas moléculas agem de forma semelhante às células biológicas e, assim, recriar certas funções celulares.
Propõe-se criar uma vesícula bicamada fosfolipídica com DNA capaz de se auto-reproduzir usando informação genética sintética. Os três elementos principais dessas células artificiais são a formação de uma membrana lipídica, a replicação do DNA e do RNA por meio de um processo de molde e a coleta de energia química para transporte ativo através da membrana. Os principais obstáculos previstos e encontrados com esta protocélula proposta são a criação de um DNA sintético mínimo que contenha todas as informações suficientes para a vida e a reprodução de componentes não genéticos que são essenciais no desenvolvimento celular, como a auto-organização molecular. No entanto, espera-se que esse tipo de abordagem de baixo para cima forneça insights sobre questões fundamentais das organizações no nível celular e as origens da vida biológica. Até agora, nenhuma célula completamente artificial capaz de auto-reprodução foi sintetizada usando as moléculas da vida, e esse objetivo ainda está em um futuro distante, embora vários grupos estejam atualmente trabalhando para atingir esse objetivo.
Outro método proposto para criar uma protocélula se assemelha mais às condições que se acredita terem estado presentes durante a evolução, conhecida como sopa primordial. Vários polímeros de RNA poderiam ser encapsulados em vesículas e, nessas pequenas condições de contorno, as reações químicas seriam testadas.

### Ética e controvérsia
A pesquisa sobre protocélulas criou controvérsia e opiniões opostas, incluindo críticas à definição vaga de "vida artificial". A criação de uma unidade básica de vida é a preocupação ética mais premente. Os organismos sintéticos poderiam escapar e causar danos à saúde humana e aos ecossistemas, ou a tecnologia poderia ser usada para fabricar uma arma biológica. As células com certas bioquímicas não padronizadas, como a vida-espelho, também podem ter uma vantagem competitiva sobre os organismos naturais.

### Comunidade Internacional de Pesquisa
Em meados da década de 2010, a comunidade de investigação começou a reconhecer a necessidade de unificar o campo da investigação sobre células sintéticas, reconhecendo que a tarefa de construir um organismo vivo inteiro a partir de componentes não vivos estava além dos recursos de um único país.
Em 2017, foi iniciada a colaboração internacional de pesquisa em larga escala Build-a-Cell, financiada pela NSF, para a construção de células vivas sintéticas. A Build-a-Cell realizou nove eventos de workshops interdisciplinares, abertos a todos os interessados, para discutir e orientar o futuro da comunidade de células sintéticas. O Build-a-Cell foi seguido por organizações nacionais de células sintéticas em vários outros países. Essas organizações nacionais incluem FabriCell, MaxSynBio e BaSyC. Os esforços europeus em matéria de células sintéticas foram unificados em 2019 como iniciativa SynCellEU.

## Abordagem de cima para baixo para criar uma célula viva mínima
Membros do Instituto J. Craig Venter usaram uma abordagem computacional de cima para baixo para eliminar genes em um organismo vivo para um conjunto mínimo de genes. Em 2010, a equipe conseguiu criar uma cepa replicadora (denominada Mycoplasma laboratorium) de Mycoplasma mycoides usando DNA criado sinteticamente, considerado o requisito mínimo para a vida, que foi inserido em uma bactéria genomicamente vazia. Espera-se que o processo de biossíntese de cima para baixo permita a inserção de novos genes que desempenharão funções lucrativas, como a geração de hidrogênio para combustível ou a captura do excesso de dióxido de carbono na atmosfera. As inúmeras redes regulatórias, metabólicas e de sinalização não estão completamente caracterizadas. Essas abordagens de cima para baixo apresentam limitações para a compreensão da regulação molecular fundamental, uma vez que os organismos hospedeiros têm uma composição molecular complexa e incompletamente definida. Em 2019, um modelo computacional completo de todas as vias na célula Mycoplasma Syn3.0 foi publicado, representando o primeiro modelo in silico completo para um organismo mínimo vivo.
Grandes empresas como a ExxonMobil, que fez parceria com a Synthetic Genomics Inc., empresa de biossintéticos de Craig Venter, no desenvolvimento de combustível a partir de algas, realizaram investimentos pesados em biologia.
Em 2016, o Mycoplasma genitalium era o único organismo usado como ponto de partida para a engenharia de uma célula mínima, pois tinha o menor genoma conhecido que pode ser cultivado em condições de laboratório; a variedade selvagem tinha 482, e a remoção de exatamente 100 genes considerados não essenciais resultou em uma cepa viável com taxas de crescimento melhoradas. A Escherichia coli de genoma reduzido é considerada mais útil, e cepas viáveis foram desenvolvidas com 15% do genoma removido.:29–30
Foi criada uma variação de uma célula artificial na qual um genoma completamente sintético foi introduzido em células hospedeiras esvaziadas genomicamente.

## Células artificiais para aplicações médicas

### História
Na década de 1960, Thomas Chang desenvolveu microcápsulas que mais tarde chamaria de "células artificiais", pois eram compartimentos do tamanho de uma célula feitos de materiais artificiais. Essas células consistiam em membranas ultrafinas de náilon, colódio ou proteína reticulada, cujas propriedades semipermeáveis permitiam a difusão de pequenas moléculas para dentro e para fora da célula. Essas células eram do tamanho de um micrômetro e continham células, enzimas, hemoglobina, materiais magnéticos, adsorventes e proteínas.
As células artificiais posteriores variam de dimensões de centenas de micrômetros a nanômetros e podem transportar microrganismos, vacinas, genes, medicamentos, hormônios e peptídeos. O primeiro uso clínico de células artificiais foi na hemoperfusão através do encapsulamento de carvão ativado.
Na década de 1970, os pesquisadores conseguiram introduzir enzimas, proteínas e hormônios em microcápsulas biodegradáveis, o que levou posteriormente ao uso clínico em doenças como a síndrome de Lesch-Nyhan. Embora a pesquisa inicial de Chang tenha se concentrado em glóbulos vermelhos artificiais, somente em meados da década de 1990 foram desenvolvidos glóbulos vermelhos artificiais biodegradáveis. As células artificiais em encapsulamento de células biológicas foram usadas pela primeira vez na clínica em 1994 para tratamento em um paciente diabético e desde então outros tipos de células, como hepatócitos, células-tronco adultas e células geneticamente modificadas foram encapsuladas e estão em estudo para uso na regeneração de tecidos.

### Materiais

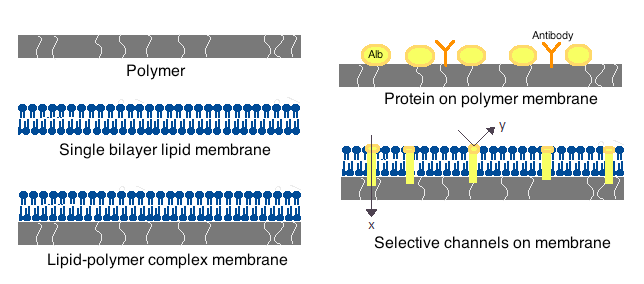
Tipos representativos de membranas celulares artificiais

Membranas para células artificiais podem ser feitas de polímeros simples, proteínas reticuladas, membranas lipídicas ou complexos polímero-lipídios. Além disso, as membranas podem ser projetadas para apresentar proteínas de superfície, como albumina, antígenos, transportadores de Na/K-ATPase ou poros, como canais iônicos. Os materiais comumente usados para a produção de membranas incluem polímeros de hidrogel, como alginato, celulose e polímeros termoplásticos, como hidroxietilmetacrilato-metilmetacrilato (HEMA-MMA), poliacrilonitrila-cloreto de polivinila (PAN-PVC), bem como variações dos mencionados acima. O material utilizado determina a permeabilidade da membrana celular, que no caso do polímero é importante para determinar a difusão adequada de nutrientes, resíduos e outras moléculas críticas. Os polímeros hidrofílicos têm o potencial de serem biocompatíveis e podem ser fabricados em uma variedade de formas que incluem micelas de polímero, misturas sol-gel, misturas físicas e partículas reticuladas e nanopartículas.

### Relevância clínica

#### Liberação e administração de medicamentos
As células artificiais usadas para administração de medicamentos diferem de outras células artificiais, pois seu conteúdo deve se difundir para fora da membrana ou ser englobado e digerido por uma célula-alvo hospedeira. Frequentemente são utilizadas células artificiais de membrana lipídica submicrométrica que podem ser chamadas de nanocápsulas, nanopartículas, polimeromas ou outras variações do termo.
Um sistema sensível à temperatura foi desenvolvido para usar termômetros de RNA para controlar o tempo e a localização da liberação da carga de células artificiais. Isto é feito através da expressão de uma proteína formadora de poros – a alfa-hemolisina – por células artificiais, sob o controlo de um termômetro de RNA, permitindo que a libertação da carga seja acoplada às alterações de temperatura.

#### Terapia enzimática
A terapia enzimática está sendo ativamente estudada para doenças metabólicas genéticas em que uma enzima é superexpressa, subexpressa, defeituosa ou inexistente. No caso de subexpressão ou expressão de uma enzima defeituosa, uma forma ativa da enzima é introduzida no corpo para compensar o déficit. Por outro lado, uma superexpressão enzimática pode ser neutralizada pela introdução de uma enzima não funcional concorrente; isto é, uma enzima que metaboliza o substrato em produtos não ativos. Quando colocadas dentro de uma célula artificial, as enzimas podem desempenhar sua função por um período muito mais longo em comparação com as enzimas livres e podem ser ainda mais otimizadas pela conjugação de polímeros.
A primeira enzima estudada sob encapsulamento de células artificiais foi a asparaginase para o tratamento de linfossarcoma em camundongos. Este tratamento atrasou o aparecimento e o crescimento do tumor. Essas descobertas iniciais levaram a pesquisas adicionais no uso de células artificiais para administração de enzimas em melanomas dependentes de tirosina. Esses tumores têm uma dependência maior da tirosina do que as células normais para o crescimento, e pesquisas mostraram que a redução dos níveis sistêmicos de tirosina em camundongos pode inibir o crescimento de melanomas. O uso de células artificiais na administração de tirosinase, uma enzima que digere a tirosina, permite melhor estabilidade enzimática e se mostra eficaz na remoção da tirosina sem os efeitos colaterais graves associados à privação de tirosina na dieta.
A terapia enzimática com células artificiais também é interessante para a ativação de pró-fármacos como a ifosfamida em certos tipos de câncer. Células artificiais que encapsulam a enzima citocromo p450, que converte esse pró-fármaco no fármaco ativo, podem ser adaptadas para se acumularem no carcinoma pancreático ou implantarem as células artificiais perto do local do tumor. Aqui, a concentração local da ifosfamida ativada será muito maior do que no resto do corpo, evitando assim a toxicidade sistêmica. O tratamento foi bem-sucedido em animais e mostrou uma duplicação na sobrevivência média entre pacientes com câncer pancreático em estágio avançado em ensaios clínicos de fase I/II e uma triplicação na taxa de sobrevivência de um ano.

#### Terapia genética
No tratamento de doenças genéticas, a terapia genética visa inserir, alterar ou remover genes dentro das células de um indivíduo afetado. A tecnologia depende fortemente de vetores virais, o que levanta preocupações sobre a mutagênese insercional e a resposta imune sistêmica que levaram à morte de humanos e ao desenvolvimento de leucemia em ensaios clínicos. Contornar a necessidade de vetores usando DNA nu ou plasmídeo como seu próprio sistema de entrega também encontra problemas como baixa eficiência de transdução e direcionamento tecidual deficiente quando administrado sistemicamente.
As células artificiais foram propostas como um vetor não viral pelo qual células não autólogas geneticamente modificadas são encapsuladas e implantadas para fornecer proteínas recombinantes in vivo . Este tipo de imuno-isolamento provou ser eficiente em ratos através da administração de células artificiais contendo hormônio de crescimento de ratos, o que resgatou um retardo de crescimento em ratos mutantes. Algumas estratégias avançaram para ensaios clínicos em humanos para o tratamento do câncer de pâncreas, esclerose lateral e controle da dor.

#### Hemoperfusão
O primeiro uso clínico de células artificiais foi na hemoperfusão através do encapsulamento de carvão ativado. O carvão ativado tem a capacidade de adsorver muitas moléculas grandes e é conhecido há muito tempo por sua capacidade de remover substâncias tóxicas do sangue em caso de envenenamento acidental ou overdose. Entretanto, a perfusão por administração direta de carvão é tóxica, pois leva a embolias e danos às células sanguíneas, seguidos de remoção pelas plaquetas. As células artificiais permitem que as toxinas se difundam na célula, mantendo a carga perigosa dentro de sua membrana ultrafina.
A hemoperfusão de células artificiais foi proposta como uma opção de desintoxicação menos dispendiosa e mais eficiente do que a hemodiálise, na qual a filtragem do sangue ocorre apenas por meio da separação do tamanho por uma membrana física. Na hemoperfusão, milhares de células artificiais adsorventes são retidas dentro de um pequeno recipiente por meio do uso de duas telas em cada extremidade, por onde o sangue do paciente circula. À medida que o sangue circula, toxinas ou medicamentos se difundem nas células e são retidos pelo material absorvente. As membranas das células artificiais são muito mais finas do que aquelas usadas em diálise e seu pequeno tamanho significa que elas têm uma grande área de superfície de membrana. Isto significa que uma porção de célula pode ter uma transferência de massa teórica cem vezes maior do que a de uma máquina de rim artificial inteira. O dispositivo foi estabelecido como um método clínico de rotina para pacientes tratados por envenenamento acidental ou suicida, mas também foi introduzido como terapia em insuficiência hepática e renal, realizando parte da função desses órgãos. A hemoperfusão de células artificiais também foi proposta para uso em imunoadsorção, por meio da qual anticorpos podem ser removidos do corpo pela fixação de um material imunoadsorvente, como albumina, na superfície das células artificiais. Este princípio tem sido usado para remover anticorpos de grupo sanguíneo do plasma para transplante de medula óssea e para o tratamento de hipercolesterolemia por meio de anticorpos monoclonais para remover lipoproteínas de baixa densidade.

#### Células encapsuladas

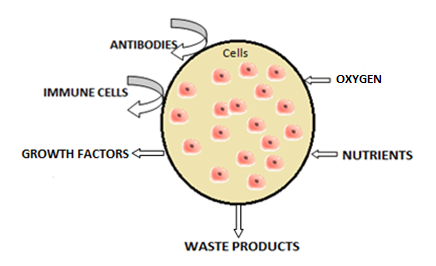
Representação esquemática de células encapsuladas dentro de membrana artificial

O método mais comum de preparação de células artificiais é através do encapsulamento celular. As células encapsuladas são normalmente obtidas por meio da geração de gotículas de tamanho controlado a partir de uma suspensão de células líquidas, que são então rapidamente solidificadas ou gelificadas para fornecer estabilidade adicional. A estabilização pode ser alcançada por meio de uma mudança de temperatura ou por meio de reticulação de material. O microambiente que uma célula vê muda após o encapsulamento. Geralmente, ele passa de uma monocamada para uma suspensão em uma estrutura de polímero dentro de uma membrana polimérica. Uma desvantagem da técnica é que encapsular uma célula diminui sua viabilidade e capacidade de proliferar e se diferenciar. Além disso, após algum tempo dentro da microcápsula, as células formam aglomerados que inibem a troca de oxigênio e resíduos metabólicos, levando à apoptose e necrose, limitando assim a eficácia das células e ativando o sistema imunológico do hospedeiro. As células artificiais têm sido bem-sucedidas no transplante de uma série de células, incluindo ilhotas de Langerhans para tratamento de diabetes, células da paratireoide e células do córtex adrenal.

#### Hepatócitos encapsulados
A escassez de doadores de órgãos faz com que as células artificiais sejam peças-chave em terapias alternativas para insuficiência hepática. O uso de células artificiais para transplante de hepatócitos demonstrou viabilidade e eficácia no fornecimento de função hepática em modelos de doença hepática animal e dispositivos hepáticos bioartificiais. A pesquisa teve origem em experimentos nos quais os hepatócitos foram fixados à superfície de microportadores e evoluíram para hepatócitos que são encapsulados em uma matriz tridimensional em microgotas de alginato cobertas por uma camada externa de polilisina. Uma vantagem fundamental desse método de administração é a dispensa da terapia de imunossupressão durante todo o tratamento. Encapsulamentos de hepatócitos foram propostos para uso em um fígado bioartificial. O dispositivo consiste em uma câmara cilíndrica com hepatócitos isolados embutidos, através dos quais o plasma do paciente circula extracorpóreamente em um tipo de hemoperfusão. Como as microcápsulas têm uma alta relação entre área de superfície e volume, elas fornecem grande superfície para difusão do substrato e podem acomodar um grande número de hepatócitos. O tratamento de ratos com insuficiência hepática induzida mostrou um aumento significativo na taxa de sobrevivência. Os sistemas de fígado artificial ainda estão em desenvolvimento inicial, mas mostram potencial para pacientes que aguardam transplante de órgão ou enquanto o fígado do paciente se regenera o suficiente para retomar a função normal. Até o momento, os ensaios clínicos utilizando sistemas hepáticos artificiais e transplante de hepatócitos em doenças hepáticas terminais demonstraram melhora dos marcadores de saúde, mas ainda não melhoraram a sobrevivência. A curta longevidade e agregação de hepatócitos artificiais após o transplante são os principais obstáculos encontrados. Os hepatócitos co-encapsulados com células-tronco apresentam maior viabilidade em cultura e após implantação e a implantação de células-tronco artificiais isoladamente também demonstrou regeneração hepática.

#### Células bacterianas encapsuladas
A ingestão oral de colônias de células bacterianas vivas foi proposta e está atualmente em terapia para a modulação da microflora intestinal, prevenção de doenças diarreicas, tratamento de infecções por H. Pylori, inflamações atópicas, intolerância à lactose e modulação imunológica, entre outros. O mecanismo de ação proposto não é totalmente compreendido, mas acredita-se que tenha dois efeitos principais. O primeiro é o efeito nutricional, no qual as bactérias competem com bactérias produtoras de toxinas. O segundo é o efeito sanitário, que estimula a resistência à colonização e estimula a resposta imune. A administração oral de culturas bacterianas costuma ser um problema porque elas são alvo do sistema imunológico e muitas vezes são destruídas quando administradas por via oral. As células artificiais ajudam a resolver esses problemas ao fornecer mimetismo ao corpo e liberação seletiva ou de longo prazo, aumentando assim a viabilidade das bactérias que chegam ao sistema gastrointestinal. Além disso, o encapsulamento de células bacterianas vivas pode ser projetado para permitir a difusão de pequenas moléculas, incluindo peptídeos, no corpo para fins terapêuticos. As membranas que se mostraram eficazes na administração bacteriana incluem o acetato de celulose e variantes de alginato. Outros usos que surgiram do encapsulamento de células bacterianas incluem a proteção contra o desafio de M. Tuberculosis e a regulação positiva das células secretoras de Ig do sistema imunológico. A tecnologia é limitada pelo risco de infecções sistêmicas, atividades metabólicas adversas e pelo risco de transferência de genes. No entanto, o maior desafio continua sendo a entrega de bactérias viáveis suficientes ao local de interesse.

#### Células sanguíneas artificiais como transportadoras de oxigênio
Transportadores de oxigênio de tamanho nanométrico são usados como um tipo de substituto de glóbulos vermelhos, embora não possuam outros componentes dos glóbulos vermelhos. Eles são compostos por um polímero sintético ou uma membrana artificial que envolve hemoglobina animal, humana ou recombinante purificada. No geral, a administração de hemoglobina continua sendo um desafio porque ela é altamente tóxica quando administrada sem nenhuma modificação. Em alguns ensaios clínicos, foram observados efeitos vasopressores.

#### Glóbulos vermelhos artificiais
O interesse em pesquisa sobre o uso de células artificiais para sangue surgiu após o susto da AIDS na década de 1980. Além de evitar o potencial de transmissão de doenças, os glóbulos vermelhos artificiais são desejados porque eliminam desvantagens associadas às transfusões de sangue alogênico, como tipagem sanguínea, reações imunológicas e seu curto prazo de armazenamento de 42 dias. Um substituto da hemoglobina pode ser armazenado em temperatura ambiente e não sob refrigeração por mais de um ano. Tentativas foram feitas para desenvolver um glóbulo vermelho funcional completo que contenha não apenas carbônico, um transportador de oxigênio, mas também enzimas associadas à célula. A primeira tentativa foi feita em 1957, substituindo a membrana dos glóbulos vermelhos por uma membrana polimérica ultrafina seguida de encapsulamento através de uma membrana lipídica e mais recentemente de uma membrana polimérica biodegradável. Uma membrana biológica de glóbulos vermelhos incluindo lipídios e proteínas associadas também pode ser usada para encapsular nanopartículas e aumentar o tempo de residência in vivo, ignorando a captação de macrófagos e a depuração sistêmica.

## Tipos não convencionais de células artificiais

### Célula artificial eletrônica
A Comissão Europeia patrocinou o desenvolvimento do programa Programmable Artificial Cell Evolution (PACE) de 2004 a 2008, cujo objetivo era lançar as bases para a criação de "entidades autónomas microscópicas auto-organizáveis, auto-replicantes e evolutivas, construídas a partir de substâncias orgânicas e inorgânicas simples que podem ser geneticamente programadas para desempenhar funções específicas" para eventual integração em sistemas de informação. O projeto PACE desenvolveu a primeira Máquina Omega, um sistema microfluídico de suporte à vida para células artificiais que poderia complementar funcionalidades quimicamente ausentes (conforme proposto originalmente por Norman Packard, Steen Rasmussen, Mark Beadau e John McCaskill). O objetivo final era obter uma célula híbrida evolutiva em um ambiente programável em microescala complexo. As funções da Máquina Ômega poderiam então ser removidas gradualmente, representando uma série de desafios de evolução solucionáveis para a química da célula artificial. O projeto alcançou a integração química até o nível de pares das três funções principais das células artificiais (um subsistema genético, um sistema de contenção e um sistema metabólico) e gerou novos ambientes microfluídicos programáveis espacialmente resolvidos para a integração de contenção e amplificação genética. O projeto levou à criação do centro europeu de tecnologia viva.
A principal limitação dessa abordagem, além das dificuldades iniciais em dominar a eletroquímica e a eletrocinética em microescala, é que o sistema eletrônico é interconectado como uma peça rígida e não autônoma de hardware macroscópico. Em 2011, McCaskill propôs inverter a geometria da eletrônica e da química : em vez de colocar produtos químicos em um meio eletrônico ativo, colocar componentes eletrônicos autônomos microscópicos em um meio químico. Ele organizou um projeto para abordar uma terceira geração de Células Artificiais Eletrônicas no 100 μm escala que poderia se automontar a partir de duas meias-células "lablets" para encerrar um espaço químico interno e funcionar com o auxílio de componentes eletrônicos ativos alimentados pelo meio em que estão imersos. Essas células podem copiar seus conteúdos eletrônicos e químicos e serão capazes de evoluir dentro das restrições fornecidas por seus blocos de construção microscópicos pré-sintetizados especiais. Em setembro de 2012, os trabalhos neste projeto foram iniciados.

### Neurônios artificiais
Há pesquisa e desenvolvimento em neurônios artificiais físicos – orgânicos e inorgânicos.
Por exemplo, alguns neurônios artificiais podem receber e liberar dopamina (sinais químicos em vez de sinais elétricos) e se comunicar com células musculares e cerebrais naturais de ratos, com potencial para uso em BCIs/próteses.
Memristores biocompatíveis de baixa potência podem permitir a construção de neurônios artificiais que funcionam em tensões de potenciais de ação biológica e podem ser usados para processar diretamente sinais de biossensores, para computação neuromórfica e/ou comunicação direta com neurônios biológicos.
Circuitos neuromórficos orgânicos feitos de polímeros, revestidos com um gel rico em íons para permitir que um material carregue uma carga elétrica como neurônios reais, foram construídos em um robô, permitindo que ele aprenda sensório-motoramente no mundo real, em vez de por meio de simulações ou virtualmente. Além disso, os neurônios artificiais feitos de matéria mole (polímeros) podem operar em ambientes biologicamente relevantes e permitir a comunicação sinérgica entre os domínios artificial e biológico.

### Jeewanu
As protocélulas Jeewanu são partículas químicas sintéticas que possuem estrutura semelhante à de uma célula e parecem ter algumas propriedades funcionais de vida. Sintetizado pela primeira vez em 1963 a partir de minerais simples e compostos orgânicos básicos, enquanto exposto à luz solar, ainda é relatado que possui algumas capacidades metabólicas, a presença de membrana semipermeável, aminoácidos, fosfolipídios, carboidratos e moléculas semelhantes a RNA. No entanto, a natureza e as propriedades do Jeewanu ainda precisam ser esclarecidas.

### Células ciborgues semi-artificiais
Uma combinação de abordagens de biologia sintética, nanotecnologia e ciência dos materiais tem sido utilizada para criar algumas iterações diferentes de células ciborgues bacterianas. Esses diferentes tipos de bactérias mecanicamente aprimoradas são criados com os chamados princípios de manufatura biônica, que combinam células naturais com materiais abióticos. Em 2005, pesquisadores do Departamento de Engenharia Química da Universidade de Nebraska, em Lincoln, criaram um sensor de umidade supersensível revestindo a bactéria Bacillus cereus com nanopartículas de ouro, sendo os primeiros a usar um microrganismo para fabricar um dispositivo eletrônico e, presumivelmente, a primeira bactéria ciborgue. Pesquisadores do Departamento de Química da Universidade da Califórnia, Berkeley, publicaram uma série de artigos em 2016 descrevendo o desenvolvimento de bactérias ciborgues capazes de coletar luz solar de forma mais eficiente do que as plantas. No primeiro estudo, os pesquisadores induziram a autofotossensibilização de uma bactéria não fotossintética, Moorella thermoacetica, com nanopartículas de sulfeto de cádmio, permitindo a fotossíntese de ácido acético a partir do dióxido de carbono. Um artigo subsequente descreveu a elucidação do mecanismo de transferência de elétrons do semicondutor para a bactéria que permite a transformação de dióxido de carbono e luz solar em ácido acético. Cientistas do Departamento de Engenharia Biomédica da Universidade da Califórnia, Davis, e da Academia Sinica, em Taiwan, desenvolveram uma abordagem diferente para criar células ciborgues, montando um hidrogel sintético dentro do citoplasma bacteriano de células de Escherichia. coli, tornando-as incapazes de se dividir e resistentes a fatores ambientais, antibióticos e alto estresse oxidativo.